# Edgar Jones
Edgar Jones jr. (Fort Rucker, 17 giugno 1956) è un ex cestista statunitense, professionista nella NBA, in Grecia e in Spagna.

## Carriera
Venne selezionato dai Milwaukee Bucks al secondo giro del Draft NBA 1979 (31ª scelta assoluta).

## Palmarès
- Campione CBA (1995)
- CBA Rookie of the Year (1980)
- All-CBA First Team (1980)
- Coppa di Grecia: 1

Aris Salonicco: 1991-92